# 熱帶風暴玫瑰 (2011年)
熱帶風暴玫瑰（英語：Tropical Storm Kulap，聯合颱風警報中心：WP172011，國際編號：1114，菲律賓大氣地球物理和天文管理局：Nonoy）為2011年太平洋颱風季第14個被命名的風暴。「玫瑰」一名乃由泰國提供，是花的意思。

## 發展過程
9月7日日本氣象廳將此熱帶氣旋升格為熱帶風暴，並給予編號1114及命名玫瑰。同日19時，香港天文台升格為熱帶風暴。
9月8日此熱帶風暴與熱帶擾動91W、92W發生輕微的藤原效應。
9月9日早上八時香港天文台降格為熱帶低氣壓。
9月10日8時35分，日本氣象廳發出最後報告。11時，聯合颱風警報中心發出最後報告。

## 外部連結
- （英文）http://www.usno.navy.mil/JTWC/ （页面存档备份，存于） 聯合颱風警報中心首頁
- （繁體中文）http://www.cwb.gov.tw/ （页面存档备份，存于） 中央氣象局首頁
- （日語）http://www.jma.go.jp/jma/index.html （页面存档备份，存于） 日本氣象廳首頁
- （繁體中文）http://www.hko.gov.hk/ （页面存档备份，存于） 香港天文台首頁
- （繁體中文）http://www.smg.gov.mo/ （页面存档备份，存于） 澳門地球物理暨氣象局首頁